# Danny Talbot
Daniel "Danny" Talbot, född den 1 maj 1991 i Trowbridge i grevskapet Wiltshire, är en engelsk/brittisk friidrottare (kortdistanslöpare). Talbots mor är halvtrinidadier och hans far är engelsk.

## Karriär
På seniornivå slog Talbot igenom när han blev bronsmedaljör sin specialdistans 200 meter vid EM 2012 i Helsingfors, besegrad endast av den nederländska duon Martina och van Luijk. Samma år sprang han tredjesträckan i det brittiska korta stafettlaget som växlade bort sig i försöken i Londonolympiaden. I EM 2014 i Zürich nådde Talbot semifinal på 200 meter och löpte sistasträckan i det brittiska guldlaget på 4 x 100 meter. I Samväldesspelen 2014 i Glasgow blev Talbot sjua i 200 metersfinalen och därmed bäste europé. I stafetten var Talbot slutman för det engelska laget som slutade tvåa bakom Jamaica. På slutsträckan fick Talbot ge sig för Usain Bolt men höll Trinidads Richard Thompson bakom sig.
Talbot gjorde sin VM-debut i Peking 2015. På 200 meter noterade Talbot nytt personligt rekord (20,27) i semifinalen men tiden räckte inte till en finalplats. Talbot sprang även andrasträckan i det brittiska stafettlaget, som växlade bort sig i finalen. I EM 2016 i Amsterdam blev Talbot ånyo bronsmedaljör över 200 meter, slagen endast av spanjoren Hortelano och turken Guliyev. Talbot togs dock inte ut till det brittiska stafettlaget (som vann guld).
I OS 2016 i Rio de Janeiro slog Talbort personligt rekord (20,25) i semifinalen men tiden var ändock 16 hundradelssekund från en finalplats. Även i detta mästerskap ställdes Talbot över i stafetten. I VM 2017 hemma i London noterade Talbot personligt rekord på 200 meter för tredje mästerskapet i rad.  I försöksloppet joggade en leende Talbot och en leende van Niekerk i mål, sida vid sida, på tiden 20,16. I semifinalen missade Talbot en finalplats med blott en tiondels sekund. Talbot sprang sedan tredjesträckan i finalen när Storbritannien blev världsmästare på 4 x 100 meter, där laget noterade ett nytt Europarekord.

## Personliga rekord
| Distans   | Tid (vind)   | Plats                   | Datum           | Anmärkning                              |
| --------- | ------------ | ----------------------- | --------------- | --------------------------------------- |
| 100 m     | 10,14 (+1,5) | Bedford, Storbritannien | 31 maj 2014     |                                         |
| 200 m     | 20,16 (+0,3) | London, Storbritannien  | 7 augusti 2017  |                                         |
| 4 x 100 m | 37,47        | London, Storbritannien  | 12 augusti 2017 | Ujah, Gemili, Talbot och Mitchell-Blake |

### Fotnoter
1. ↑  ”Athlete profile Danny Talbot”. iaaf.org. IAAF. https://www.iaaf.org/athletes/great-britain-ni/daniel-talbot-256358. Läst 14 augusti 2017.
2. ↑  ”I want to be the the best sprinter Great Britain has ever had!”. telegraph.co.uk. The Telegraph. Arkiverad från originalet den 13 augusti 2017. https://web.archive.org/web/20170813010253/http://www.telegraph.co.uk/sport/olympics/Team-GB/competitors/8662248/Danny-Talbot-Team-GB-London-2012-Olympics.html. Läst 14 augusti 2017.
3. ↑  ”Report: Men's 200m Heats – IAAF World Championships London 2017”. iaaf.org. IAAF. https://www.iaaf.org/competitions/iaaf-world-championships/iaaf-world-championships-london-2017-5151/news/report/men/200-metres/heats. Läst 14 augusti 2017.
4. ↑  "IAAF WORLD CHAMPIONSHIPS LONDON 2017 - 4X100 METRES RELAY MEN". Läst 12 augusti 2017. (engelska)